# Nenja
La Nenja (in russo Неня?) è un fiume della Russia siberiana occidentale meridionale, affluente di destra della Bija. Scorre nei rajon Bijskij e Celinnyj del Territorio dell'Altaj.
Il fiume scorre in direzione dapprima meridionale, poi sud-occidentale; ha una lunghezza di 185 km e il suo bacino è di 2 210 km². Sfocia nella Bija a 92 km dalla foce. 